# Hospital Geral Waldemar de Alcântara
O Hospital Geral Dr. Waldemar Alcântara - HGWA, surgiu no ano de 2002, fruto de um processo intensamente discutido pelo grupo técnico da Secretaria de Saúde do Estado do Ceará, com apoio de consultoria especializada, onde avaliou-se a necessidade da rede pública de saúde possuir leitos resolutivos de atenção secundária, em face de superlotação dos serviços de assistência hospitalar de nível terciário em Fortaleza.
Naquela ocasião, o Governo Estadual resolveu colocar à disposição do SUS novos leitos, com perfil resolutivo, humanizado e de qualidade. O caminho adotado foi buscar experiências inovadoras na área da administração hospitalar para cumprir as exigências deste perfil, com o desafio de apresentar resultados positivos a curto prazo.
Resolve, então, o Governo Estadual qualificar o Instituto de Saúde e Gestão Hospitalar (ISGH), como Organização Social, optando por um novo modelo gerencial, materializado em contrato de gestão. O Hospital Geral Dr. Waldemar Alcântara é estabelecimento assistencial público, funcionando sob o modelo de gestão de Organização Social, atendendo exclusivamente a clientela do SUS e custeado unicamente com recursos públicos.
Chegando ao primeiro ano de existência, elaborou-se com rigor, uma análise de implantação dos serviços e dos resultados obtidos, aprofundando-se a compreensão da importância deste Hospital pela assistência oferecida, bem como do impacto social positivo de um modelo de gestão e atendimento que prioriza a qualidade, tendo por premissa a relação custo x benefício.
A implantação deste projeto hospitalar veio concretizar uma política pública de saúde universal e de qualidade, onde a humanização dos métodos e processos de atendimento passa pela capacidade de todos usuários, profissionais, familiares e gestores serem sujeitos, tanto nas ações de prevenção, cura e reabilitação, na oferta de um atendimento de qualidade, na promoção da saúde quanto na qualidade de vida individual e coletiva.
O nome do hospital é uma homenagem ao médico Waldemar de Alcântara.